# Rochester Lancers
Rochester Lancers was een Amerikaanse voetbalclub uit Rochester (New York). De club werd opgericht in 1967 en opgeheven in 1980. De thuiswedstrijden werden gespeeld in het Holleder Memorial Stadium gespeeld, dat plaats biedt aan 20.000 toeschouwers. De clubkleuren waren geel-blauw.

## Erelijst
- NASL

Winnaar (1): 1972

## Bekende spelers
- Ratko Svilar

## Bekende trainers
- Ted Dumitru